# Acanthonevra formosana
Acanthonevra formosana är en tvåvingeart som först beskrevs av Günther Enderlein 1911.  Acanthonevra formosana ingår i släktet Acanthonevra och familjen borrflugor. Inga underarter finns listade i Catalogue of Life.